# Palacio de Galiana
Le Palacio de Galiana est un palais de Tolède (Espagne) situé sur les rives du Tage. Il a été construit au XIIIe siècle par le roi Alphonse X de Castille à l'emplacement d'une maison de l'ancien roi de la taïfa Al-Mamun.

## Lieu de tournage
En 2018, des séquences ont été tournées au palais dans le cadre d'un numéro de l'émission Secrets d'Histoire  consacré à Blanche de Castille, intitulé  Blanche de Castille, la reine mère a du caractère..., diffusé le 5 juillet 2018 sur France 2.

### Articles liés
- Généralife
- Jardin espagnol